# Inframediterráneo

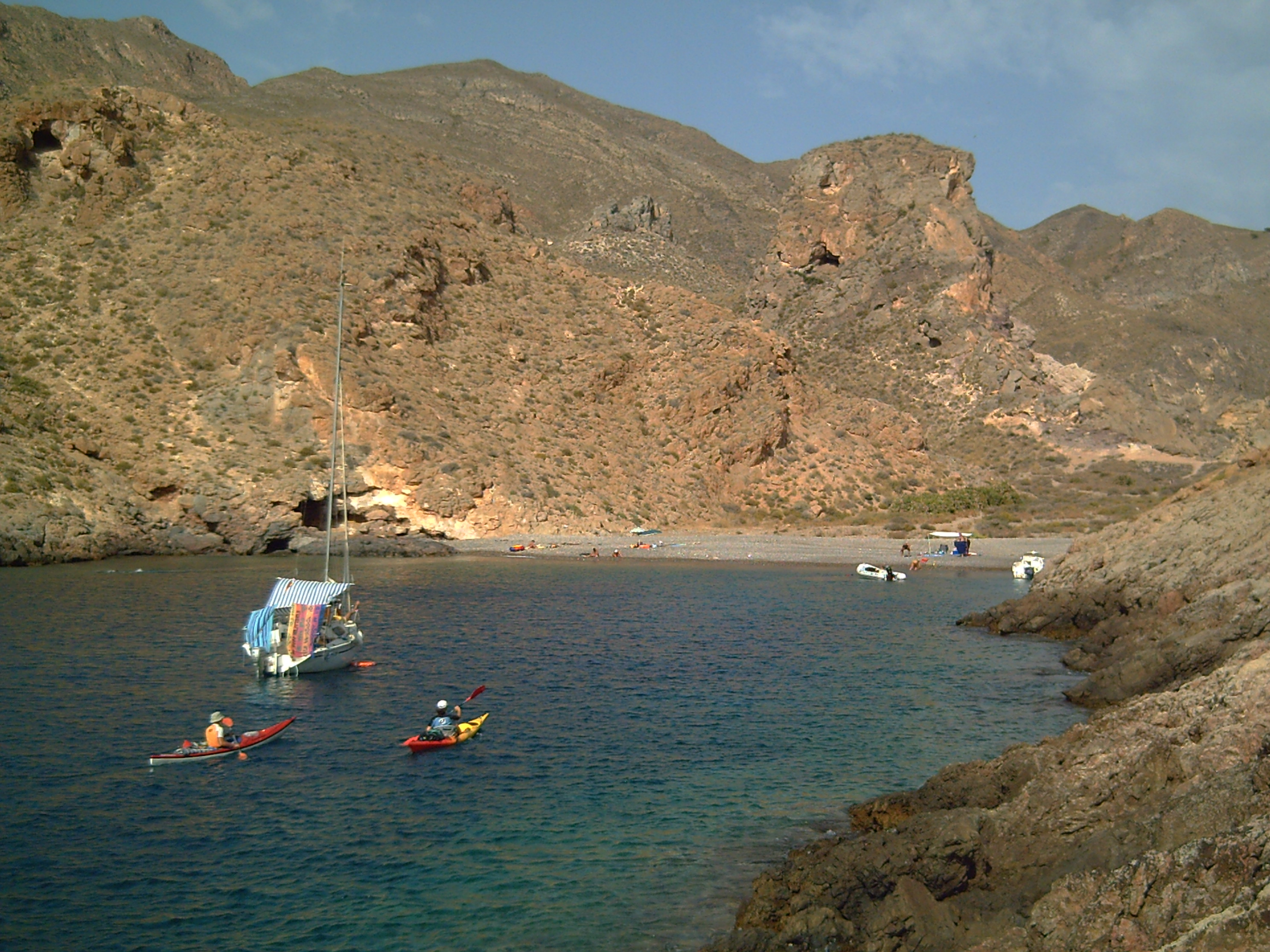
Cabo Tiñoso en el parque natural de la Sierra de la Muela, Cabo Tiñoso y Roldán, en la Región de Murcia, una representación del piso bioclimático inframediterráneo.

El piso bioclimático inframediterráneo, se puede encontrar en algunas zonas alrededor de la cuenca del mar Mediterreáneo, situado por debajo del piso termomediterráneo.
Esta zona se asienta en los espacios más secos de lo que sería parte del dominio "'termomediterráneo"'. Se encuentra relegado a zonas más basales, en latitudes más bajas, próximo a condiciones desérticas provocadas por la orografía que acentuán la aridez propia del clima mediterráneo,  hasta el punto de generar un intenso  estrés hídrico que provoca en muchas especies, la absición de las hojas en la época estival para poder contrarrestarla.
La vegetación característica está normalmente compuesta por matorrales espinosos o crasos.
Especies típicas del inframediterráneo son el cornical (Periploca angustifolia), el palmito (Chamaerops humilis), arrascaviejas (Launaea arborescens), el oroval (Withania frutescens) o el esparto (Stipa tenacissima).
En la península ibérica se puede encontrar el piso inframediterráneo en una muy estrecha franja de las costas del sureste donde la influencia del mar impide las heladas en invierno más la orografía del terreno que disminuye las precipitaciones totales, dando como resultado que sólo se encuentre en climas estepario y desérticos propios de dicha región. )]]. 

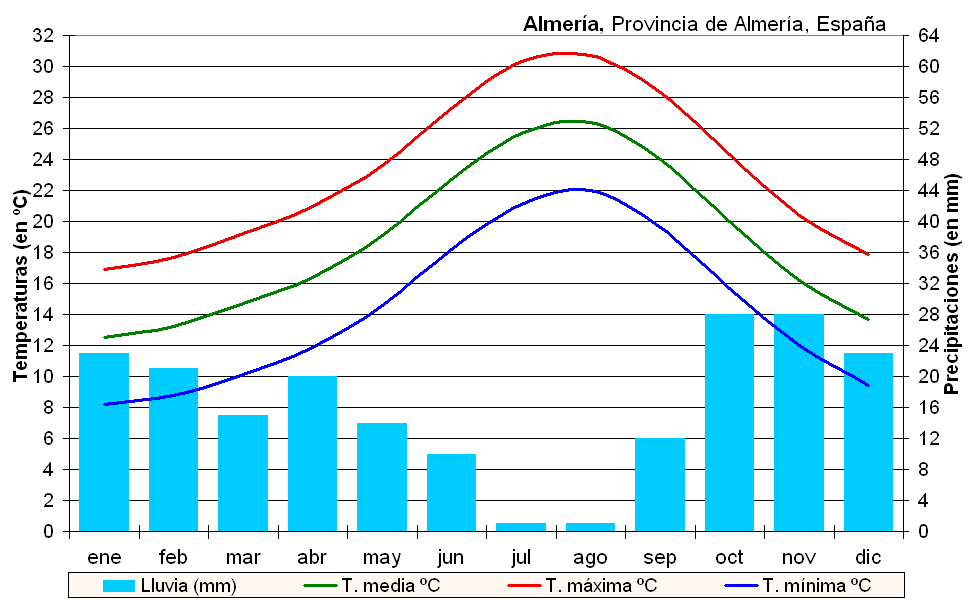
Almería (Aeropuerto).

Galería de vegetación y paisajes del inframediterráneo.

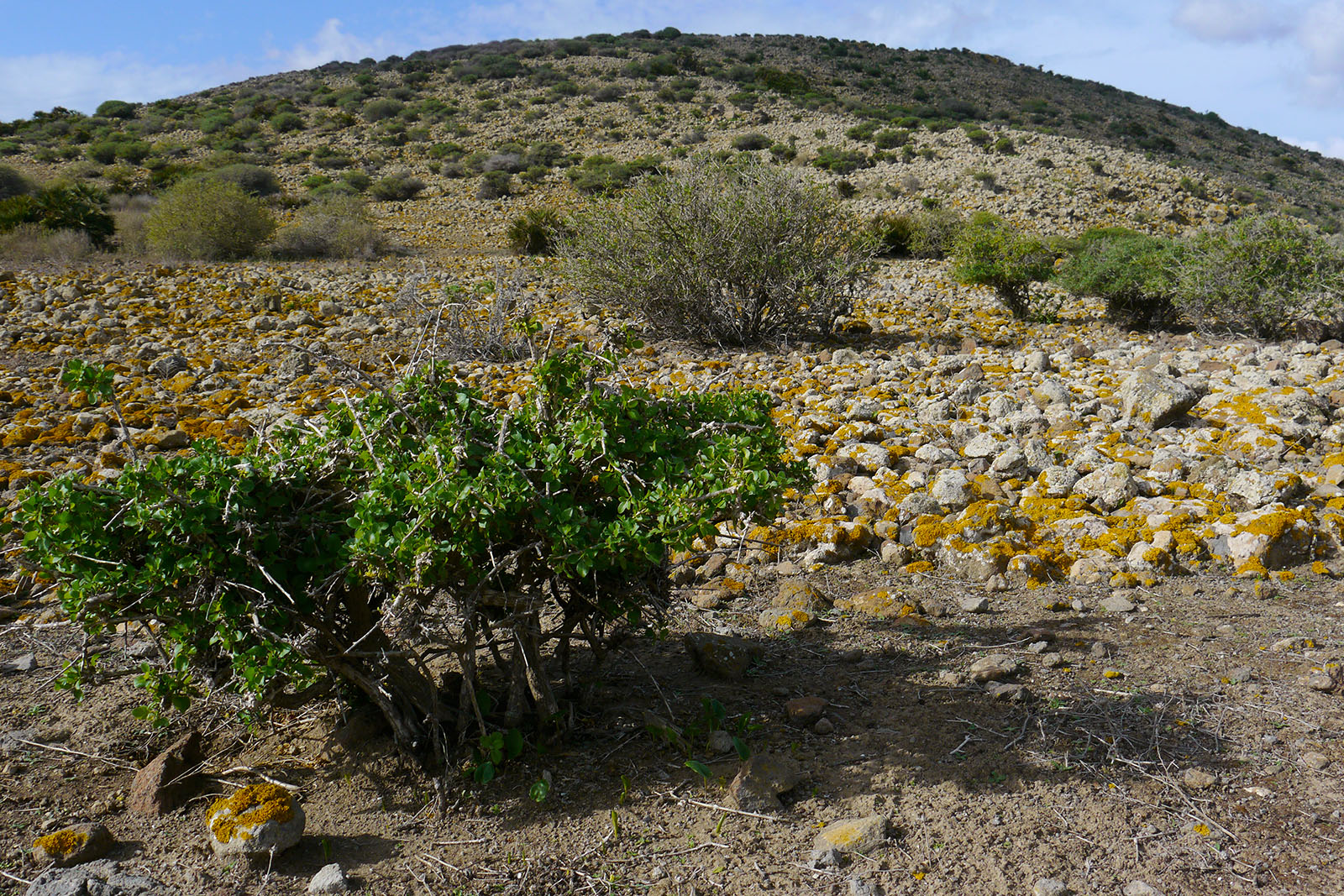
La isla del Ciervo en el Mar Menor. En primer plano un oroval, una especie caducifolia estival.
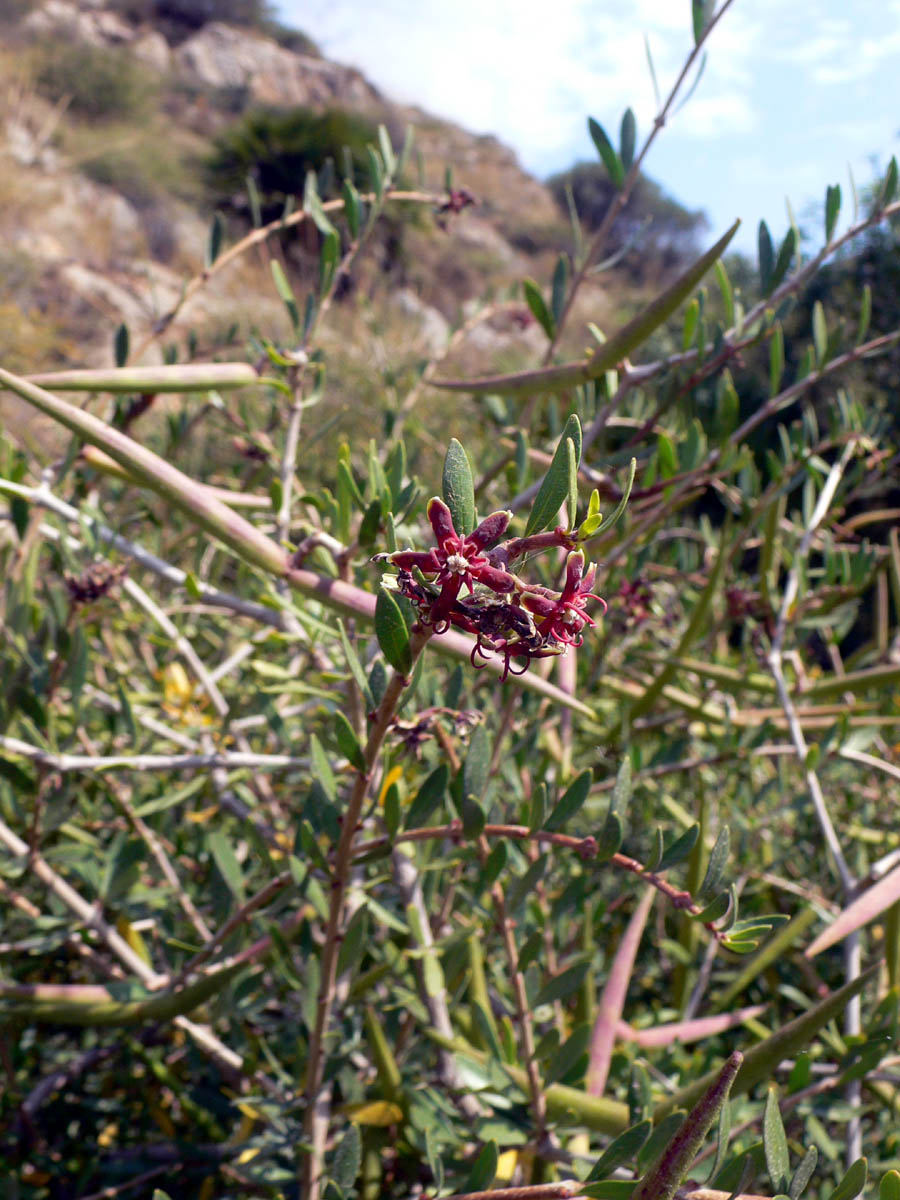
Cornical, otra caducifolia estival.
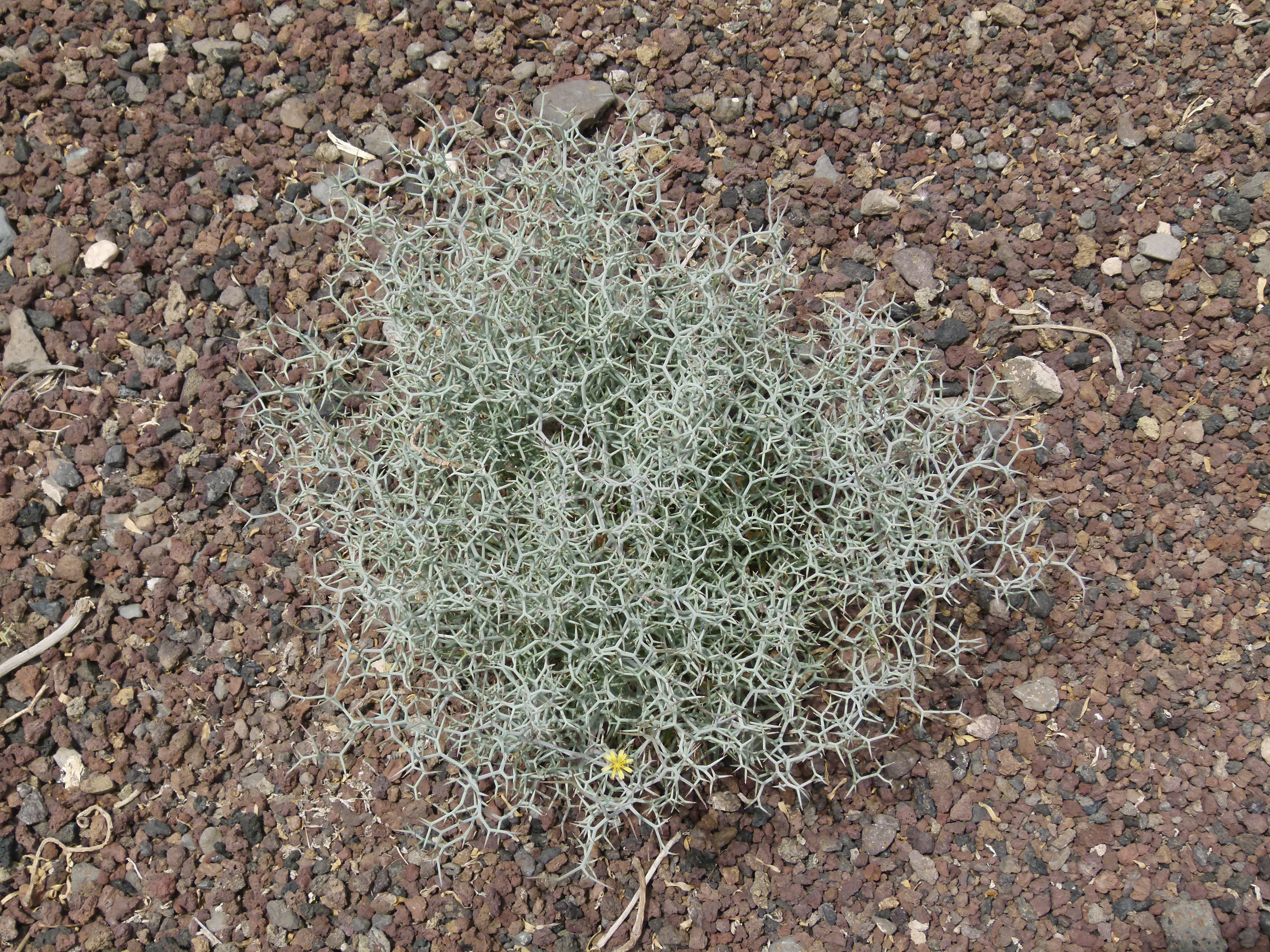
Arrascaviejas (Launaea arborescens), en Fuerteventura]]
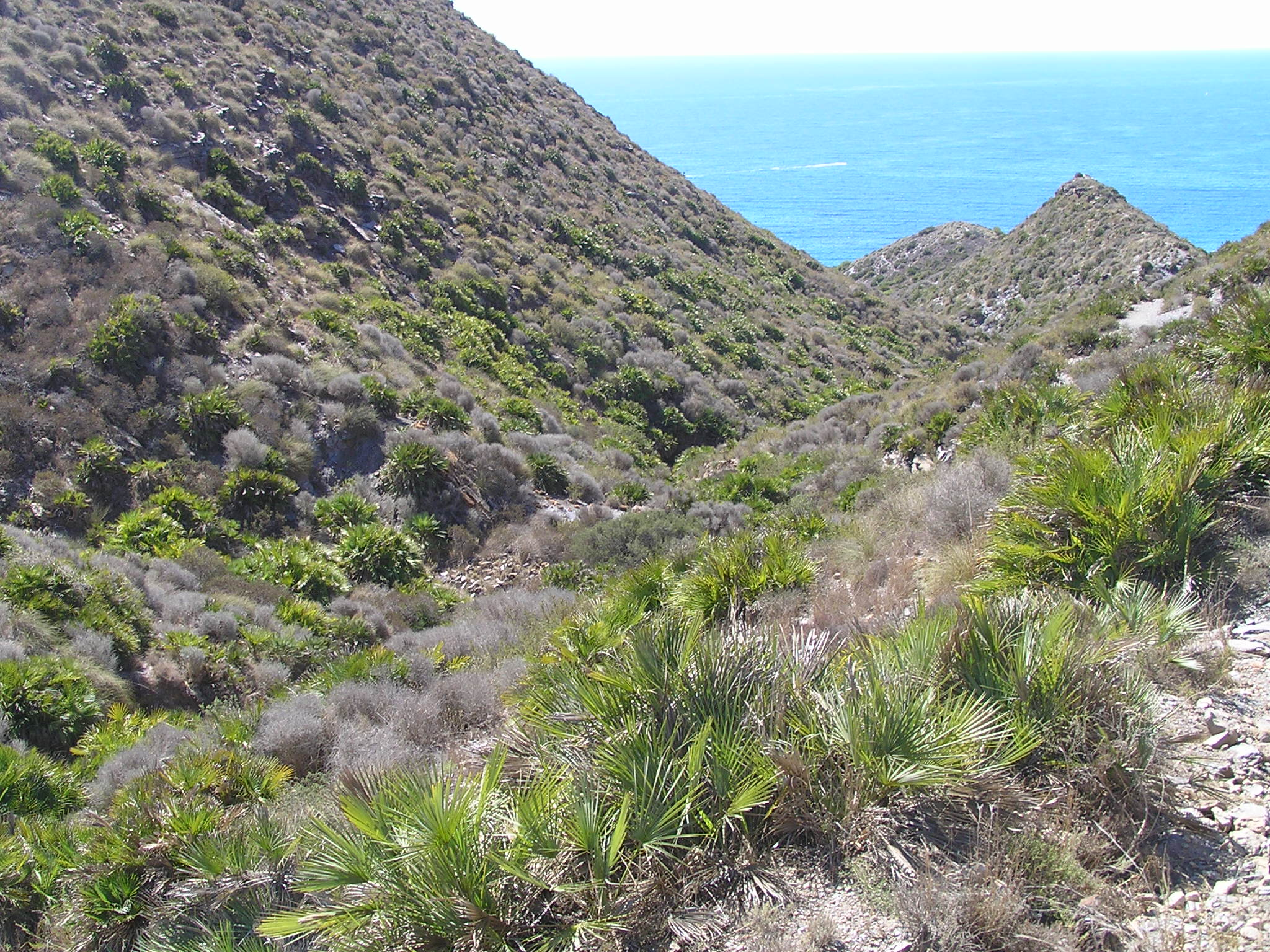
Palmitos en el Parque natural de Calblanque..
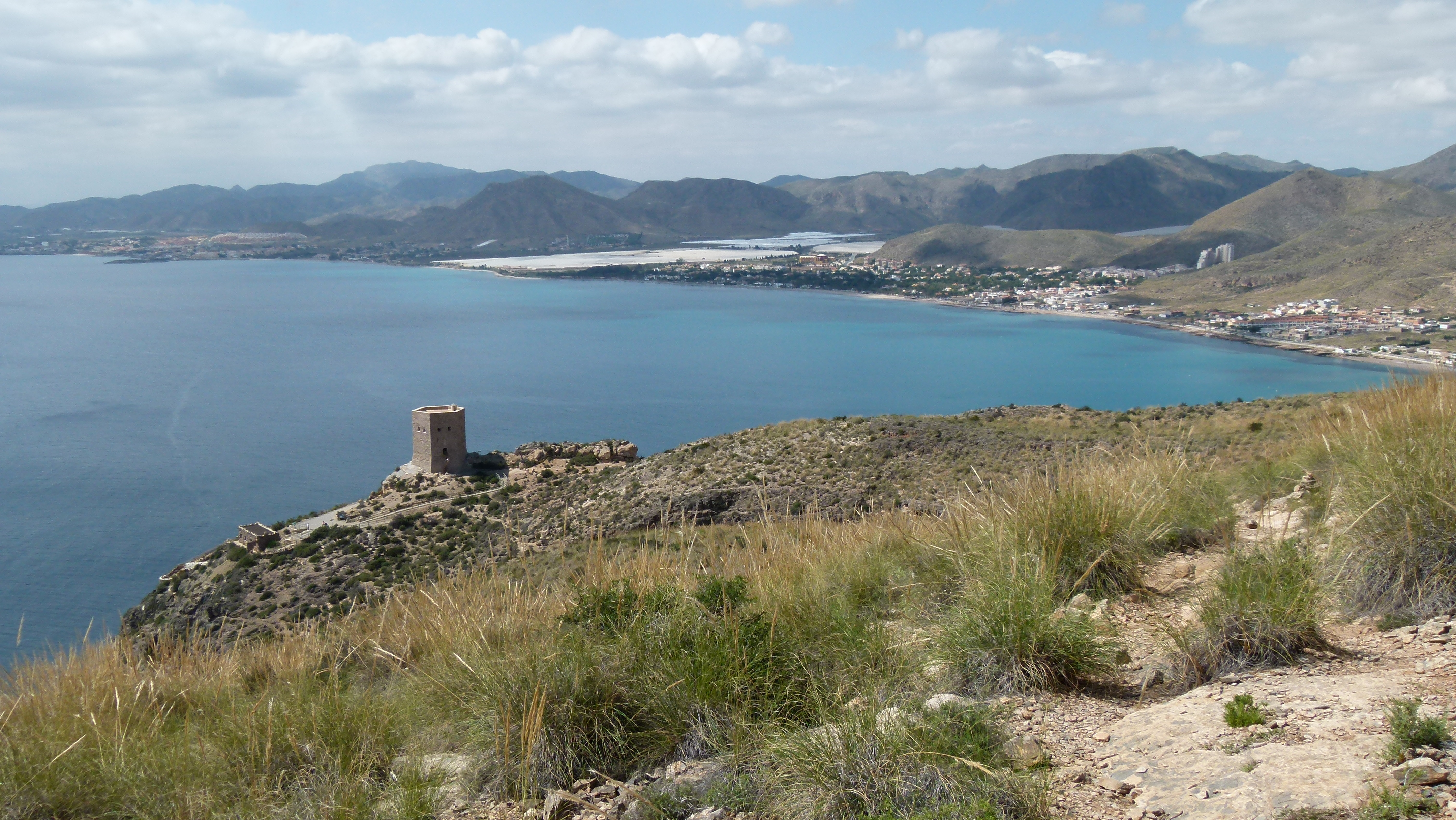
Espartales en La Azohía (Cartagena).